# Georg Christoph Wagenseil
Georg Christoph Wagenseil (29. ledna 1715 Vídeň – 1. března 1777 tamtéž) byl rakouský hudební skladatel a cembalista.

## Život
Georg Christoph Wagenseil se narodil 29. ledna 1715 ve Vídni. Učil se hrát na cembalo a na varhany u Mattea Palotta a v kompozici se stal oblíbeným žákem dvorního kapelníka Johanna Josepha Fuxe. Na základě mše komponované v roce 1736 byl 4. prosince 1738 jmenován dvorním skladatelem a tuto funkci zastával až do své smrti. V roce 1741 byl jmenován varhaníkem císařovny Alžběty Kristýny Brunšvicko-Wolfenbüttelské, pro kterou zkomponoval mnoho náboženských skladeb.
V roce 1745 se jako hudebník účastnil korunovace Františka Štěpána Lotrinského ve Frankfurtu nad Mohanem. Císařovna Marie Terezie mu v témže roce udělila dovolenou, aby studoval italskou hudbu. Vykonal cesty do Benátek, Florencie a Milána, kde se seznamoval s tehdejší italskou operu a dirigoval premiéry i svých vlastních oper Ariodante (1745) a Demetrio (1746). Po návratu do Vídně triumfoval operou Alessandro nell'Indie, za kterou obdržel odměnu 1650 zlatých.
V roce 1749 byl jmenován profesorem cembala dětí Marie Terezie. Vyučoval jejích pět dcer a korunního prince. Sepsal pro ně i učebnici hry na cembalo. Mezi jeho další žáky patřili mj. František Xaver Dušek, Leopold Hofmann, Josef Antonín Štěpán (jeho nástupce na místě dvorního učitele cembala) a Johann Baptist Schenk (pozdější učitel Ludwiga van Beethovena).
V roce 1769 ze zdravotních důvodů rezignoval na své dvorní funkce a odešel z veřejného života. Zemřel na tuberkulózu ve Vídni 1. března 1777.

## Dílo

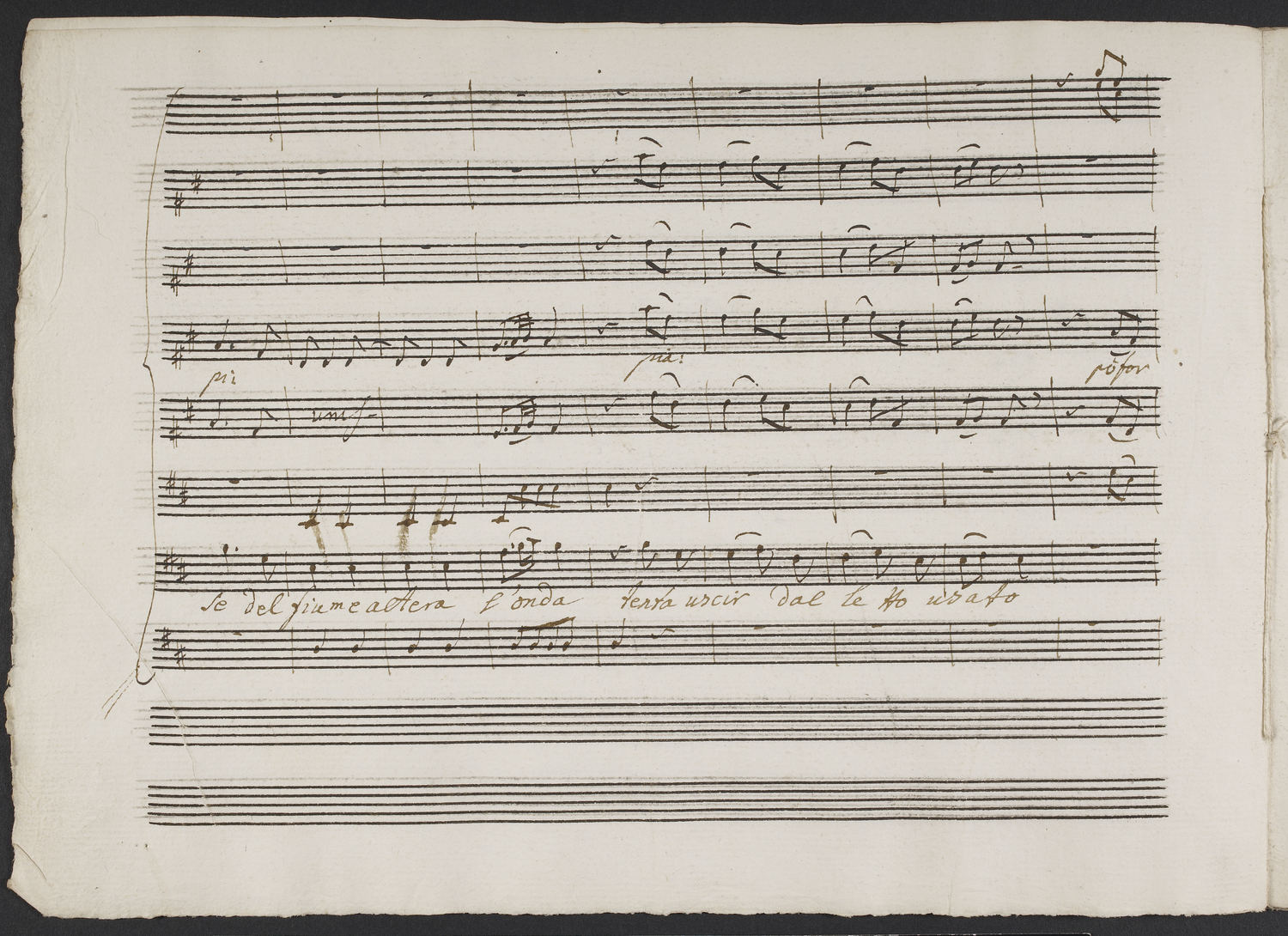
Rukopis skladatele.

Wagenseil složil 16 oper, 3 oratoria, 103 instrumentálních koncertů (mimo jiné pro harfu, flétnu, housle, dvoje housle, nejméně 3 koncerty pro violoncello a orchestr, koncerty pro varhany a 27 koncertů pro cembalo), 96 symfonií (některé publikoval v Paříži v roce 1758), 93 komorních děl a okolo sta skladeb pro klávesové nástroje. Kromě toho komponoval chrámovou hudbu a sbory. Je také autorem školy pro klavír: Rudimental panduristae oder Geig-Fundamenta, kterou publikoval v Augsburgu v roce 1751.
Katalog Wagenseilových děl sestavila Helga Scholz-Michelitschová. Byl vydán ve dvou svazcích v letech 1966 a 1972).
Opery
- Ariodante (libreto Antonio Salvi, 1745 Benátky, Teatro San Giovanni)
- La Clemenza di Tito (libreto Pietro Metastasio, 1746 Vídeň, Theater nahe der Burg)
- Demetrio (libreto Pietro Metastasio, 1746 Florencie, Teatro della Pergola)
- Alessandro nell'Indie (libreto Pietro Metastasio, 1748 Vídeň, Theater nahe der Burg)
- Il Siroe (libreto Pietro Metastasio, 1748 Vídeň, Theater nahe der Burg)
- L'Olimpiade (libreto Pietro Metastasio, 1749 Vídeň, Hoftheater)
- Antigono (libreto Pietro Metastasio, 1750 Vídeň, Schönbrunner Schloßtheater)
- Vincislao (libreto Apostolo Zeno, 1750 Vídeň, Theater nahe der Burg)
- Andromeda, pasticcio (1750 Vídeň, Theater nahe der Burg, spouautoři Galuppi, Hasse, Bernasconi, Händel, Jommelli, Abos a Saro)
- Armida placata, pasticcio (1750 Vídeň, Theater nahe der Burg)
- Euridice, pasticcio (1750 Vídeň, Hoftheater)
- Le cacciatrici amanti (libreto G. Durazzo, 1755 Laxenburg)
- Prometeo assoluto (libreto Giannambrogio Migliavacca, 1762 Vídeň, Dvorní divadlo)